# توماس كلارك (سياسي)
توماس كلارك (بالإنجليزية: Thomas Clarke)‏ هو سياسي أسترالي، ولد في 1848 في المملكة المتحدة، وتوفي في 28 ديسمبر 1922 في أستراليا. حزبياً، نشط في حزب التجارة الحرة. وقد انتخب عضو الجمعية التشريعية نيو ساوث ويلز.